# Ricardo Bauleo
Ricardo Vicente Bauleo (Buenos Aires, 30 de agosto de 1940-Buenos Aires, 24 de abril de 2014) fue un actor argentino de cine, teatro y televisión.

## Biografía

### Carrera
Bauleo fue un actor de extensa trayectoria que actuó en más de 50 películas, en casi 50 años de carrera. Dos de sus primeras películas fueron Canuto Cañete y los 40 ladrones (1964), y Canuto Cañete, detective privado (1965), con Carlitos Balá en el papel protagónico. También actuó en La Cigarra está que arde (1967), Cautiva en la selva (1967), Villa Cariño está que arde (1968), Sangre de vírgenes (1968) de Emilio Vieyra, La vida continúa (1969) y Gitano (1970)  con Sandro, Los mochileros (1970), Piloto de pruebas (1972), Yo gané el Prode... y Ud.? (1972), Hipólito y Evita (1973) y la La clínica del Dr. Cureta (1987), entre muchas más.

### Los superagentes
Bauleo protagonizó junto a Julio de Grazia y Víctor Bó 9 películas de los súper agentes. La primera fue La gran aventura (1974), seguidas de La súper, súper aventura (1975), La aventura explosiva (1976), Los superagentes biónicos (1977), Los superagentes y el tesoro maldito (1977), Los superagentes no se rompen (1979), La aventura de los paraguas asesinos (1979), Los superagentes contra todos (1980), y Los superagentes y la gran aventura del oro (1980). En el 2008 tuvo una pequeña participación en Los superagentes, nueva generación.

### Últimos años
Tuvo algunas participaciones televisivas en programas como Todos contra Juan y Historias del corazón, junto a Virginia Lago. En el año 2013 el director de teatro José María Muscari convocó a Bauleo para la obra Póstumos. En los últimos meses de su vida había actuado en la película La Boleta, la ópera prima de Andrés Paternostro.
El 24 de abril de 2014, falleció a los 73 años mientras se hallaba residiendo en la Casa del Teatro en Buenos Aires.

## Vida privada
Casado en tres oportunidades, estuvo en pareja con la actriz Gilda Lousek, con quien tuvo dos hijas. Más tarde se casó con la actriz y vedette Thelma Stefani en 1976.

## Filmografía
- 1964: Canuto Cañete y los 40 ladrones
- 1965: Canuto Cañete, detective privado
- 1965: Ahorro y préstamo para el amor
- 1966: Dos quijotes sobre ruedas
- 1966: Escala musical
- 1967: Al diablo con este cura
- 1967: La cigarra está que arde
- 1967: Placer sangriento
- 1968: Villa Cariño está que arde
- 1968: Destino para dos
- 1969: Cautiva en la selva
- 1969: La vida continúa
- 1970: Gitano
- 1970: Los mochileros
- 1971: Así es Buenos Aires
- 1971: La venganza del sexo
- 1971: Simplemente una rosa
- 1972: Piloto de pruebas
- 1972: La colimba no es la guerra
- 1973: Yo gané el prode... y Ud.?
- 1973: Hipólito y Evita
- 1973: El cabo Tijereta
- 1974: Sangre de vírgenes
- 1974: La gran aventura
- 1975: La super, super aventura
- 1976: Don Carmelo Il Capo
- 1976: La aventura explosiva
- 1977: Los superagentes biónicos
- 1977: Los superagentes y el tesoro maldito
- 1979: Los superagentes no se rompen
- 1979: La aventura de los paraguas asesinos
- 1979: Mannequin... alta tensión
- 1980: Los superagentes contra todos
- 1980: Los superagentes y la gran aventura del oro
- 1982: Esto es vida
- 1986: Las lobas
- 1986: En busca del brillante perdido
- 1987: La clínica del Doctor Cureta
- 1990: Enfermero de día, camarero de noche
- 1991: Ya no hay hombres
- 1993: Muchas gracias maestro (inédita)
- 1993: La garganta del diablo (inédita)
- 1996: Adiós, abuelo
- 1997: Sapucay, mi pueblo
- 2005: Cargo de conciencia
- 2008: Los superagentes, nueva generación
- 2008: Incómodos
- 2009: Sin querer queriendo[2][3]
- 2013: 5.5.5

## Televisión
- 1963: Copetín de tango, junto a Julio Sosa.
- 1963: Teleteatro Palmolive-Colgate del aire.
- 1964: Teleteatro Palmolive del aire.
- 1964/1971: El amor tiene cara de mujer.
- 1974: Casada por poder.
- 1975: Teatro como en el teatro.
- 1976: Trampa de otoño, junto a Beatriz Bonnet y Raúl Aubel.
- 1976: Alta comedia.
- 1980 : El coraje de querer.
- 1982: Como en el teatro.
- 1985/1986: Duro como la roca, frágil como el cristal.
- 1988: Stress.
- 1989: Historias en la noche.
- 1990: Detective de señoras.
- 1991: Las mellizas Rivarola
- 1991: Es tuya... Juan.
- 1992: "El precio del poder"
- 1994/1995: El día que me quieras.
- 1997: Laberinto
- 1999: Abuelo 2000.
- 2004: al 2006: No hay 2 sin 3.
- 2005: Sin Código 2
- 2007: Son de Fierro.
- 2008: Don Juan y su bella dama.
- 2010: Todos contra Juan 2, el mismo.
- 2013: Historias de corazón.[4]

## Teatro
Trabajó en el teatro representando obras de Molière, O'Neill, Anouilh y otros, transitando tanto el drama como la comedia.
- 1961: Una viuda difícil
- 1961: El burlador de Sevilla
- 1961: El cartero del Rey
- 1961: La doncella prodigiosa
- 1962: Los enamorados
- 1963: La Gruta
- 1963: Una luna para el bastardo
- 1964: Tartufo
- 1965: Un mes en el campo
- 1967:  Una extraña pareja
- 1967: Así es la vida
- 1969: A la vejez acné
- 1971: Cuestión de piel
- 1971: Coqueluche
- 1971: Donde duermen dos duermen tres
- 1971: Un extraño en mi cama
- 1972: El sofacama
- 1973: La bicicleta
- 1974: La llave
- 1974: Diferentes
- 1975: Amor en septiembre
- 1976: Divertidos
- 1976: Querida apurate
- 1977: La última chance
- 1977: Una noche inolvidable
- 1978: Dos docenas de rosas rojas
- 1979: Una noche a la italiana
- 1980: La visita que no tocó el timbre
- 1983: Círculo de Sangre
- 1984: Haceme trampas querido
- 1985: El crimen perfecto
- 1986: Cenaremos en la cama
- 1988: La cenicienta
- 1991: La Nona
- 2001: Usted viene por el aviso
- 2002: El conventillo de la Paloma
- 2002: Mateo
- 2008: Aeroplano
- 2010: Flor de pito de Gerardo Sofovich[5]
- 2013: Póstumos